# 間島
間島（かんとう）は、豆満江以北の満洲にある朝鮮民族居住地を指す。主に現在の中華人民共和国吉林省東部の延辺朝鮮族自治州一帯で、中心都市は延吉。豆満江を挟んで、北朝鮮と向かい合う。北間島（북간도）または墾島ともいった。

## 名称
当初、朝鮮では豆満江の中洲島を間島（간도）と呼んでいたが、豆満江を越えて南満洲に移住する朝鮮人が増えるにつれて間島の範囲が拡大し、豆満江以北の朝鮮人居住地全体を間島と呼ぶようになったものである。また鴨緑江以北の朝鮮民族居住地が西間島（서간도）と呼ばれることもあった。

## 間島問題

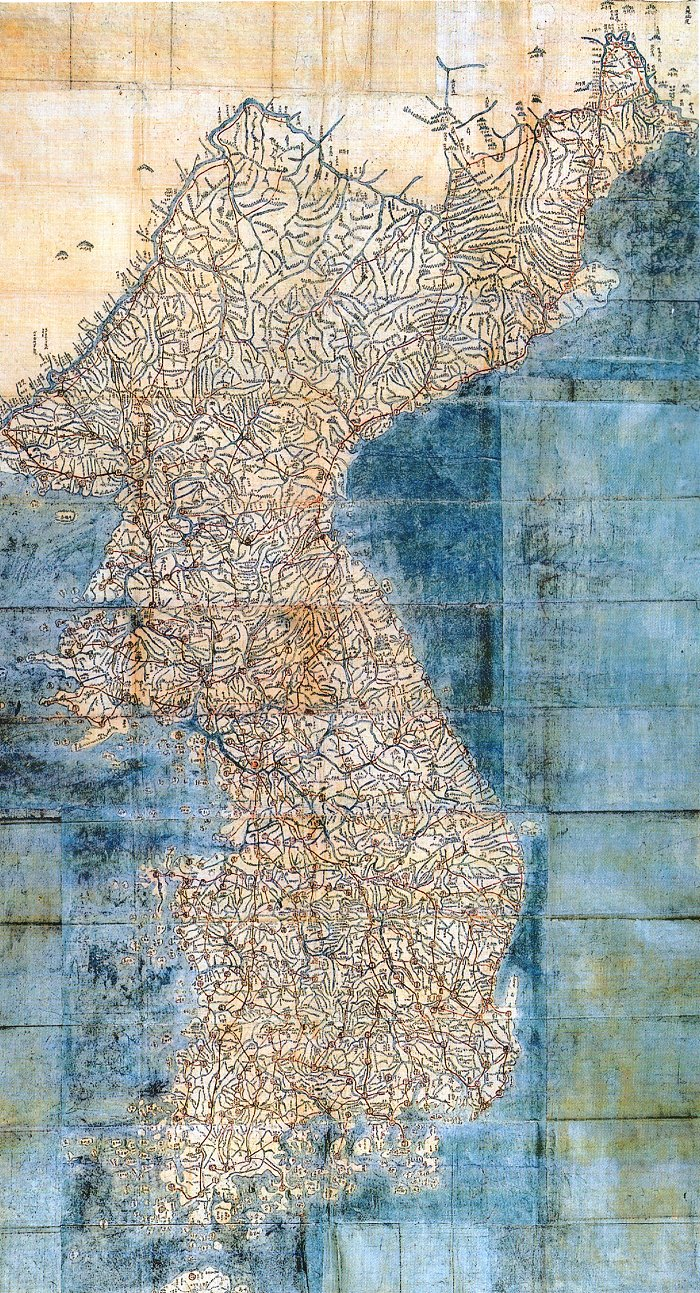
18世紀末の朝鮮全図。18世紀および19世紀の朝鮮の地図では鴨緑江と豆満江を清と朝鮮の境界としている。一方で満洲および朝鮮を描いた西洋の宣教師による同時期の地図には、鴨緑江・豆満江より北に境界を置いている地図もあり:en:File:Kau-li_ou_Coree.jpg、韓国ではこれを間島の領有権の証拠と主張している

朝鮮王朝実録によれば、太祖李成桂の時代に北部女真族を帰順させ鴨緑江と豆満江（中国名、図們江）を国界としたとされる。李氏朝鮮において「野人」居住地域である満洲に関する地理的知識は乏しく、この「野人」満洲族による侵攻（丁卯の役、丙子の役）後に興味が持たれるようになり、1697年の春、『盛京志』が清より持ち帰られようやく理解が進んだ。

### 越境
もともと満洲族の清朝は白頭山一帯を祖先の地として封禁地としていたが、徐々に朝鮮農民が入植した。1712年、国境を画定するため清と朝鮮の役人達により白頭山を南東に4kmほど下った地点に「大清烏喇総管穆克登奉旨査辺至此、審視、西為鴨綠東為土門（西方を鴨緑とし、東方を土門とする）、故於分水嶺上勒石為記」と国境が記された白頭山定界碑が設置された。しかし流入は収まらず、清朝が1881年琿春に招墾局を設置して可耕地を調査したところ、すでに多くの朝鮮農民が入り込んでおり住民の8割に達していた。清朝は朝鮮に越境民をすべて引き上げさせるよう要求したが、越境農民の数が多く、どうすることもできなかった。このため、清朝ではこれら朝鮮人農民を領民と認め課税することにした。清朝の招墾局では朝鮮農民を募集し、食料を与えて開墾させるようになったので、さらに多くの朝鮮農民がこの地域に入った。

### 国境線画定交渉
朝鮮では西北経略使の魚允中が、金禹軾を調査に派遣し、白頭山定界碑の「土門」は豆満江北方の土門江（豆満江水系嘎呀河支流の海蘭河（海浪河）に流入）で、これこそ清朝国境であると主張した。1885年、国境線画定のため、清からは賈元桂と秦瑛、朝鮮からは李重夏と趙昌植が出席して会談し、朝鮮の土們勘界使は定界碑の文句通り土門江に国境を定めようとし、清国代表は豆満江が境界と主張、合意には至らなかった。 1887年、再度談判が行われ、朝鮮は以前の主張を撤回し豆満江の最北端の支流、紅土水を国境線として提案したが、清は最南端の支流、石乙水の案を譲らずまたも合意には至らなかった。
日清戦争での清の敗北による大韓帝国の樹立後、1899年に締結された「韓清通商条約（韓清修好条規）」でも国境は明示されなかった。1900年、義和団の乱が起こり清の勢力が弱まると、朝鮮は1903年間島管理使を任命して現地に派遣した。このため間島問題は清朝間の国境問題に発展した。

### 間島協約

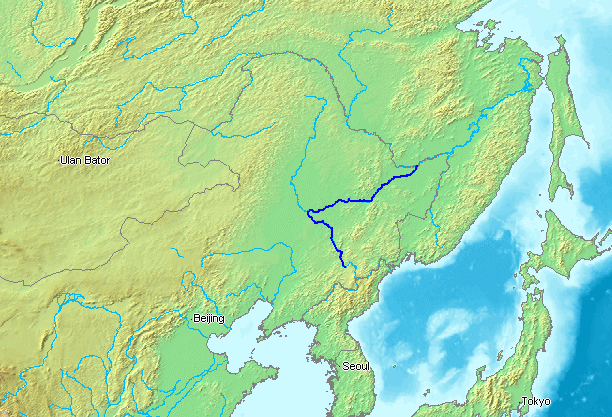
松花江

満洲・朝鮮に興味を持っていたロシアが日露戦争後に手を引き、1907年8月に日本は延吉県龍井村に韓国統監府臨時間島派出所を設置し、局子街・頭道溝など6か所に分遣所を置き、憲兵と警察官を配属した。日清協約で清の間島領有権を認める一方で、居住権保護として間島の開放地(商埠地)に居住する朝鮮人の裁判権が日本側とされ、それ以外の地域は清の裁判権とされた。
また、1907年（明治40年）の統監府臨時間島派出所の調査によって「土門」江は海蘭河ではなく第二松花江に流入する現在の五道白河であることも確かめた。これに反発した清は奉天（瀋陽）から一個連隊を間島に移駐させるなど強硬な態度を見せた。1909年9月4日、日本と清の外交交渉の結果、日本は清における他の権益を譲歩させるため清の間島領有を認める「満洲及び間島に関する日清協約」（日清協約）を締結し、清と大韓帝国（韓国）との国境を画定させ間島問題はようやく解決された。1920年代前半に間島、朝鮮北部の鉄道網が整備され、朝鮮人農民の間島流入数はさらに増加した。
1907年に約10万人であった間島の人口は、1931年（昭和6年）には約52万人となり、同地域の朝鮮人の人口も約７万人から約40万人へと増加した。日韓併合時代には朝鮮人が中国各地に移住したが、その約60％は間島に居住していた。こうした状況下で1931年に北部の長春で万宝山事件が発生し、入植中の朝鮮人とそれに反発する現地中国人農民との衝突があった。

### 間島パルチザン
第一次世界大戦後の民族自決の機運の高まりによって、朝鮮各地で独立を訴える三・一運動（独立万歳運動）が起こると、間島の朝鮮人居留地域でも朝鮮独立運動に関わる武装組織の活動が活発化し、居留朝鮮人の資金提供によって中国官憲やロシア過激派との協力を行った。日本の主権下にない間島地域は、独立軍など抗日パルチザンの根拠地となり、これらパルチザンは朝鮮北部にしばしば出没した。1920年（大正9年）にはゲリラ事件が相次いで発生し、同年1月には大韓国民会を称する武装組織により朝鮮銀行の金が略奪される事件、また同年9月以降には琿春が襲撃され、日本領事館が焼失、民間人を含む13人が殺害された事件（琿春事件）が発生したことから、日本は間島出兵を決断し、奥地へ逃れた武装組織を追って、和竜県の青山里付近で独立軍と戦闘となった（青山里戦闘）。また、1930年5月には中国共産党の支援を受けた朝鮮人独立運動勢力による武装蜂起（間島共産党暴動）が発生している。
一部の朝鮮系パルチザンは満洲国成立後、1933年（昭和8年）には中国共産党系の武装抗日組織である東北人民革命軍に編入され、1935年（昭和10年）には国共合作により東北抗日連軍となった。この第1路軍第6師長は金日成で、1937年（昭和12年）6月5日金日成部隊は警察官7名を殺害し鴨緑江国境の町普天堡を一夜占領した。現在の北朝鮮では間島パルチザンを朝鮮革命の起源としている。槇村浩に「間島パルチザンの歌」（1932年（昭和7年））がある。

### 中朝辺界条約

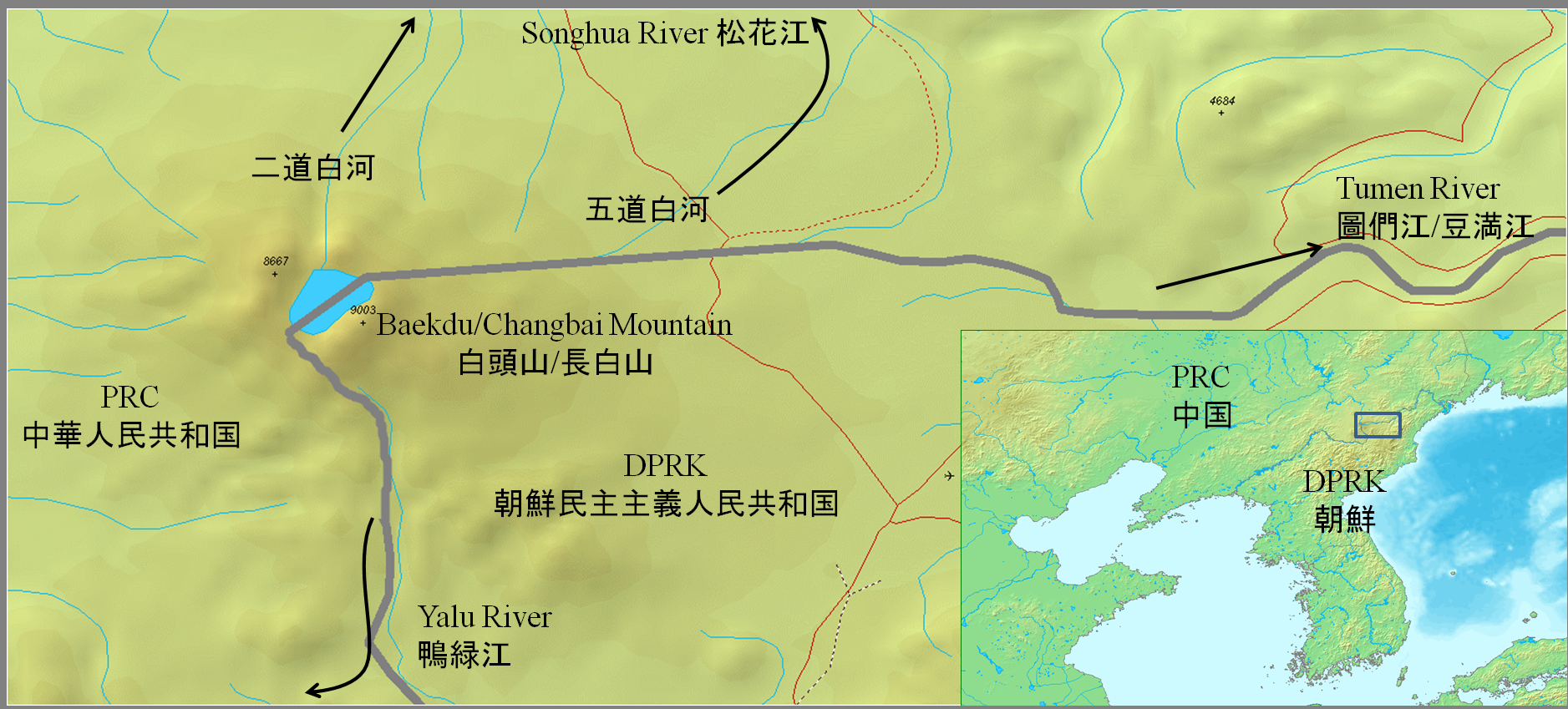
白頭山付近の中朝国境線（Google map）

間島は、1932年（昭和7年）に成立した満洲国では延吉を首府とする間島省とした。満洲国崩壊後に満洲を手に入れた中華人民共和国は、間島は中国領とするものの1952年には延辺朝鮮族自治区（1955年に延辺朝鮮族自治州となる）を設置して朝鮮族の一定の自治を認めている。1962年に朝鮮民主主義人民共和国との間で結ばれた「中朝辺界条約」（ko:조중 변계 조약）によって白頭山天池上に中朝国境線が引かれ、1887年の朝鮮提案と同じ鴨緑江、豆満江を国境に定め間島は中国領とすることが両国間で確定した。この条約により天池の54.5%が北朝鮮に、45.5%が中国領としてほぼ半分に分割される事になった。また、鴨緑江と豆満江に451の島と砂島が確認され、264か所、面積で85.5%が北朝鮮に属し、天池も間島協約当時に比べ減少した面積は多くなく、北朝鮮が同条約締結の際に朝鮮戦争参戦の見返りとして中国に白頭山の一部を譲り渡したという説 は事実とは異なるとされる。中朝辺界条約では、ひとまず鴨緑江と豆満江を境界にするとし、後に白頭山から流れ出るそれぞれの川の水源となる小川を探し、それをもとに国境を引ければ良いと考えていたが、後々詳しく調査したところ、豆満江は長白山天池から直接発しているのではなく、やや離れた湖から発していることがわかった。このため1986年、中国と北朝鮮はこの問題を協議し、1990年、21個の境界碑を立てて豆満江から天池への国境線を引いた。これにより、白頭山天池を囲む大きな峰16個のうち、9個は北朝鮮に、7個は中国に帰属することになり、白頭山天地沿岸全体の60％が北朝鮮領として確定した。2005年、朝鮮日報はこのうちの17番目の境界碑が韓国が「土門」河に比定する五道白河脇に設置されていることを確認し、五道白河は北朝鮮側から流れ出ていることを報告している。

### 中国と韓国による論争
韓国は間島は伝統的にも歴史的にも韓国と非常に密接な係わりがあり韓国領土だと主張する一方、中国は「間島問題」は朝鮮人の創作、あるいは捏造であり、さらには一つの伝説に過ぎないと主張している。現在の韓国では、北朝鮮が中国と1962年に結んだ中朝辺界条約を認められないとする声もある。また、土門河が第二松花江に流入する五道白河であることが、1907 年の統監府臨時間島派出所の調査によって確認されたことから、白頭山定界碑の「土門」を松花江と解釈し、松花江南部分から黒竜江を経てアムール川が流れ込む間宮海峡北部、オホーツク海に面したアムール湾までのロシア沿海州、ハバロフスク地方を含む部分も間島地方であり韓国領土と主張するグループや、さらに西間島から遼東半島までを含めるグループもある。2005年から間島協約にちなんで9月4日を「間島の日（ko:간도의 날）」と定め、特に間島協約百周年にあたる2009年9月4日には様々な関連行事が行われた。一方、韓国においても「中朝辺界条約」によって引かれた中朝国境線は、1887年の2度目の国境会談で朝鮮が提案したものと同じであり、このため日本が清と勝手に結んだ「間島協約」により間島が奪われたというのはあたらないとする見解もある。
今後、南北朝鮮が統一されると、この地の帰属をめぐる領土問題が再燃する可能性がないわけではない。その例として現在中国社会科学院は中国東北部の少数民族の歴史研究プロジェクト、「東北工程」（1996年重点研究課題に決定、2002年から本格的に開始）を進めているが、これにより高句麗は中国の一地方政権として中国史に編入されつつあり、韓国国内の民族主義派からは「満洲に起源と多くの領土を持っていた高句麗を韓国史から排除することによって、満洲を南北統一後の韓国が領有することの正当性をあらかじめ排除しようとするもの」との推測が生まれ、高句麗史をめぐって中国と韓国の衝突がすでに始まっている。
2023年6月1日、共に民主党の文振碩議員、韓国国土管理学会、韓国歴史領土財団らの主催により、韓国国会図書館で「北方領土回復のための学術会議」が開催された。間島について議論したほか、満洲国亡命政府のメンバーも出席し、満洲国の復国を唱えた。
国交正常化の際に朝鮮族の国籍は中国国籍であることを認めたが、終戦直前に死去した尹東柱の国籍問題が起こっている。

## 参照資料
1. 1 2  世界大百科事典内言及. “北間島(きたかんとう)とは？ 意味や使い方”. コトバンク. 2025年8月6日閲覧。
2. ↑  朝鮮王朝実録太祖8卷4年（1395年）12月14日 “以鴨綠江爲界。”“以豆滿江爲界。”
3. ↑  裵祐晟, 清代滿洲関連文献と朝鮮後期の満洲地理認識, Journal of Northeast Asian History, Volume 5-2 Winter 2008 (東北アジア歴史財団).
4. 1 2 3 4  森雅雄 「韓国ドラマの歴史認識」, 城西国際大学紀要, 17(2) (2009.3), p. 13.
5. 1 2 3 4 5  【その時の今日】朝鮮・清の国境会談が決裂, 中央日報, 2009.12.03.
6. 1 2 3  韓中関係 近代 2. 間島問題, 東北アジア歴史財団
7. ↑  満州における抗日パルチザンの活動
8. ↑  間島一帯に亘る未曾有の暴動事件 神戸大学 電子図書館システム --一次情報表示--
9. ↑  間島共産党暴動 | しばやんの日々 20150923155447ce1.gif (1500×996)
10. ↑  金基燦 『空白の北朝鮮現代史―白頭山を売った金日成』 新潮社, 2003/06. ISBN 978-4106100192
11. ↑  鴨緑江・豆満江の島は大半が北朝鮮領土、学会で発表, 連合ニュース/WoW!Korea, 2008/11/30.
12. ↑  長白山の歴史, 長白山ネット/朝鮮族ネット.
13. ↑  ［社会］　白頭山定界碑に刻まれたその川…土門江を見つけた, 朝鮮日報/朝鮮族ネット, 2005/02/10. （朝鮮語） 백두산 정계비에 적힌 그 강… 토문강 찾았다, 朝鮮日報, 2005.02.10.
14. ↑  （朝鮮語） 「우리의 땅 ‘간도(間島)’, 이대로 멈추고 말 것인가」, 京郷新聞, 2009-05-04.
15. ↑  （朝鮮語） 「간도협약 무효 '국회, 민간단체' 움직임 활발」, TodayKorea, 2009年09月04日.
16. ↑  例えば、（朝鮮語） 백산학회（白山学会）、간도되찾기운동본부（間島取り戻し運動本部） など。参考画像 （中国語） 『国际观察』 ［世界概览］值得中国人警惕的韩国收复“间岛”运动(转载), 天涯社区.
17. ↑  （朝鮮語） 「간도되찾기본부, 9월4일 `간도의 날' 선포」, 連合ニュース/Naver, 2005-09-04.
18. ↑  （朝鮮語） 「［간도오딧세이］기억하자! ‘간도협약 100주년’」, 京郷新聞, 2009 07/21.
19. ↑  ノリミツ・オオニシ "Tension, Desperation: The China-North Korean Border", ニューヨーク・タイムズ, October 22, 2006.
20. ↑  “중국 3대 망명정부로 떠오른 만주국 복국 운동...배달족의 북방영토 회복론과 상충하나?” (朝鮮語). 통일경제뉴스 (2023年6月3日). 2023年7月22日閲覧。
21. ↑  尹東柱は中国朝鮮族か韓国人か: 辻本武　tsujimoto blog